# 烏爾克河運河
乌尔克河运河（法語：Canal de l'Ourcq，發音：[kanal də luʁk]）是位於巴黎盆地內的一條運河，長108.1公里。乌尔克河运河雖然並不作為飲用水來源，但仍然是巴黎的重要水路之一。